# 13 Colorful Character
13 Colorful Character (⑬カラフルキャラクタ?) è il tredicesimo album in studio del gruppo femminile giapponese Morning Musume, pubblicato nel 2012.

## Tracce
Testi e musiche di Tsunku.
1. One Two Three (One・Two・Three) – 4:28
2. What's Up? Ai wa Dō na no yo~ (What's Up? 愛はどうなのよ～) – 5:22
3. Be Alive – 5:32
4. Lalala no Pipipi (ラララのピピピ) – 4:45
5. Dokkān Capriccio (ドッカ～ン カプリッチオ) – 3:12
6. The Matenrō Show (The 摩天楼ショー) – 5:19
7. Zero kara Hajimaru Seishun (ゼロから始まる青春) – 5:09
8. Ren'ai Hunter (恋愛ハンター) – 4:45
9. Chikyū ga Naiteiru (地球が泣いている) – 5:15
10. Namida Hitoshizuku (涙一滴) – 3:16
11. Waratte! You (笑って！ＹＯＵ) – 4:28
12. Pyoco Pyoco Ultra (ピョコピョコ ウルトラ) – 4:57